# Pochodnie w mroku
Pochodnie w mroku. Żeromski - Reymont - Kasprowicz – esej krytycznoliteracki Antoniego Langego opublikowany w 1927 w Warszawie nakładem Biblioteki Domu Polskiego. Książka składa hołd trzem najwyższym drzewom literatury, w które uderzył piorun śmierci. Jednocześnie Pochodnie w mroku są próbą obiektywnego spojrzenia na dziedzictwo jakie zostawili po sobie: Stefan Żeromski, Władysław Reymont i Jan Kasprowicz. Książka zawiera wiele szczegółowych wątków biograficznych (przeplatanych nieraz z biografią autora eseju), a także poemat poświęcony Kasprowiczowi, napisany w 1898.